# Kyary Pamyu Pamyu
Takemura Kiriko (竹村 桐子 Takemura Kiriko, sinh ngày 29 tháng 1 năm 1993), thường được biết đến với nghệ danh Kyary Pamyu Pamyu (Katakana: きゃりーぱみゅぱみゅ), là một nữ ca sĩ, người mẫu kiêm tarento người Nhật Bản. Cô nổi tiếng nhờ hình mẫu của mình có mối quan hệ với văn hóa kawaisa và decora của Nhật Bản, tập trung tại Harajuku, Tokyo. Xuyên suốt sự nghiệp của mình, âm nhạc của cô thường được nhạc sĩ nhạc điện tử Yasutaka Nakata thuộc ban nhạc Capsule sáng tác và sản xuất.
Đĩa đơn "Pon Pon Pon" ra mắt vào 2011 của cô đã lọt vào Top 10 Bảng xếp hạng âm nhạc Oricon (Nhật Bản). Các đĩa đơn "Candy Candy" và "Fashion Monster" ra mắt vào 2012 cũng có được thành công tương tự. Pamyu Pamyu đã xuất bản được ba album nhạc thời lượng dài: Pamyu Pamyu Revolution (2012), Nanda Collection (2013), và Pika Pika Fantajin (2014).
Ngoài thành công chủ yếu ở thị trường châu Á, Pamyu Pamyu cũng được biết đến tại các nước phương Tây nhờ các video nổi tiếng trên mạng Internet của cô. Các phương tiện truyền thông nhắc đến Pamyu Pamyu với cái tên "Công chúa nhạc Pop Harajuku". Cô còn được chụp ảnh và đăng lên các tạp chí như Dazed & Confused. Vào 2013, cô đã ký hợp đồng phân phối với Sire Records để xuất bản các ấn phẩm của mình ở Hoa Kỳ.

## Tuổi thơ
Pamyu Pamyu được sinh ra vào ngày 29 tháng 1 năm 1993 ở Tokyo, Nhật Bản. Trong suốt thời thơ ấu của mình, Pamyu Pamyu đã sống trong một gia đình truyền thống và nghiêm khắc. Gia đình cô thường xuyên đặt giờ giới nghiêm và giới hạn việc dùng điện thoại của cô. Mẹ của Pamyu Pamyu đã rất khắt khe với phong cách quần áo của cô, tới mức mà cô phải ăn mặc bình thường khi rời khỏi nhà và vào nhà vệ sinh công cộng để thay đồ sang phong cách Harajuku. Khi về nhà, Pamyu Pamyu thường xuyên phát hiện mẹ mình vứt bỏ phụ kiện thời trang của cô dẫn đến hai mẹ con bất đồng với nhau. Cô viết trong tự truyện về mình, Oh! My God!! Harajuku Girl, rằng bố ủng hộ cô nhiều hơn, tuy nhiên giữa cô và bố vẫn có một sự bất đồng nhất định. Cô đã từng tham gia các lớp học nhảy. Khoảng 12 tuổi, cô đã xuất hiện trong một series các video có tên Imouto Club (いもうと倶楽部), và một series khác mang tên Kasumi. Trong series Kasumi, cô được quay phim khi đang tạo dáng trong bộ đồ bơi của trường cùng vài thứ khác.

## Sự nghiệp

### 2009–2010: Sự nghiệp bắt đầu
Takemura lúc đầu là một blogger thời trang, nhưng sau này trở thành người mẫu cho các tạp chí thời trang phong cách Harajuku như Kera! và Zipper. Khi đã đạt được chút danh tiếng, cô đã phối hợp cùng công ty Eyemazing cùng sản xuất dòng sản phẩm lông mi giả mang tên "Harajuku Doll".

## Điện ảnh

### Phim điện ảnh
| Năm  | Tên phim                       | Trong vai  | Dạng          | Ghi chú       |
| ---- | ------------------------------ | ---------- | ------------- | ------------- |
| 2013 | Kyary Pamyu Pamyu the Movie    | Chính mình | Phim điện ảnh | Phim tài liệu |
| 2014 | Kyary Pamyu Pamyu Cinema John! | Chính mình | Phim điện ảnh |               |

### Chương trình truyền hình
| Năm       | Tên chương trình                     | Trong vai                                             | Chiếu trên kênh                        | Ghi chú                                                      |
| --------- | ------------------------------------ | ----------------------------------------------------- | -------------------------------------- | ------------------------------------------------------------ |
| 2011      | Kyary Pamyu Pamyu TV John!           | Chính mình / Người dẫn chương trình                   | Nagoya TV                              | Chương trình giải trí tiếng Nhật                             |
| 2011–2013 | Space Shower Area                    | Chính mình / người điều khiển - giới thiệu video (VJ) | Space Shower TV                        | Chương trình âm nhạc                                         |
| 2012      | Catherine                            | Chính mình / Người dẫn chương trình                   | Kansai TV                              | Chương trình giải trí tiếng Nhật                             |
| 2012–2013 | Catherine the Third                  | Chính mình / Người dẫn chương trình                   | Kansai TV                              | Chương trình giải trí tiếng Nhật                             |
| 2012      | Kazoku no Uta                        | Chính mình                                            | Fuji TV                                | Phim truyện Nhật Bản / 1 tập                                 |
| 2013      | Crayon Shin-chan                     | Chính mình                                            | TV Asahi                               | Lồng tiếng                                                   |
| 2013–nay  | Nanda Kore TV with Kyary Pamyu Pamyu | Chính mình / Người dẫn chương trình                   | Space Shower TV                        | Chương trình giải trí tiếng Nhật phát sóng hàng tháng        |
| 2014      | Kyary Pamyu Pamyu TV-John!           | Chính mình / Người dẫn chương trình                   | United Television Broadcasting Systems | Chương trình giải trí tiếng Nhật có phụ đề                   |
| 2014–2015 | Moshi Moshi Nippon                   | Chính mình / Người dẫn chương trình                   | NHK World                              | Chương trình giải trí tiếng Nhật phát sóng hai lần mỗi tháng |
| 2015      | Mondai No Aru Restaurant             | Chính mình                                            | Fuji TV                                | Phim truyện Nhật Bản / 1 tập                                 |
| 2015–nay  | Sekai no Nanda Kore!? Mystery        | Chính mình / Người dẫn chương trình                   | Fuji TV                                | Chương trình giải trí tiếng Nhật hàng tuần                   |
| 2015–nay  | Moshi Moshi Nippon TV                | Chính mình / Người dẫn chương trình                   | NHK World                              | Chương trình giải trí tiếng Nhật phát sóng hai lần mỗi tháng |
| 2018      | uBabibbevodi                         | Chính mình                                            | NHK Educational TV                     | Chương trình y khoa trẻ em, 1 tập                            |
| 2018–nay  | u&i                                  | Metchaca                                              | NHK Educational TV                     | Đóng vai nàng tiên trong chương trình cho trẻ em khuyết tật  |

## Các album nhạc
- Pamyu Pamyu Revolution (2012)
- Nanda Collection (2013)
- Pika Pika Fantajin (2014)
- Japamyu (2018)

## Các chuyến lưu diễn
Tại Nhật
- Pamyu Pamyu Revolution Tour (2012)
- Nanda Collection Tour: Kyary Pamyu Pamyu's Universal Theater (2013)
- Pika Pika Fantajin Tour: Kyary Pamyu Pamyu no Kumo no Ue no Heaven's Door (2014)
- Kyary Pamyu Pamyu's Colorful Panic Toy Box (2014)
- Crazy Party Night Tour (2016)
- Special DJ × Live ZEPP Tour 2016: YSTK × KPP (2016)
- KPP Japan Iyahoi Tour (2017)
- Japamyu Hall Tour 2018: Cherry Martini of Stardust (2018)

Trên toàn thế giới
- 100% KPP World Tour (2013)
- Nanda Collection World Tour (2014)
- Five Years Monster World Tour (2016)
- The Spooky Obakeyashiki: Pumpkins Strike Back (2017–18)
  - 100% KPP World Tour (2013)
  - Nanda Collection World Tour (2014)
  - Five Years Monster World Tour (2016)
  - The Spooky Obakeyashiki: Pumpkins Strike Back (2017–18)